# Josef Slíva
Josef Slíva (ur. 25 listopada 1898 w Trzyńcu, data śmierci nieznana) – czechosłowacki łyżwiarz figurowy, dwukrotny olimpijczyk w 1924 i 1928. Na zawodach olimpijskich oraz mistrzostwach świata zajmował miejsca tuż za podium.

## Wyniki[1]
| Zawody                      | 1924 | 1925 | 1926 | 1927 | 1928 | 1929 | 1930 | 1931 |
| --------------------------- | ---- | ---- | ---- | ---- | ---- | ---- | ---- | ---- |
| Zimowe igrzyska olimpijskie | 4.   |      |      |      | 5.   |      |      |      |
| Mistrzostwa świata          |      | 5.   | 5.   |      |      |      |      | 12.  |